# Clube Académico da Trofa
Il Clube Académico da Trofa è una società pallavolistica femminile portoghese con sede a Trofa: milita nel campionato di Primeira Divisão.

## Storia della società
Il Clube Académico da Trofa è stato fondato nel 2004 partendo direttamente dalla Primeira Divisão e vincendo nella sua prima stagione sia il campionato che la Coppa di Portogallo: questi risultati permettono al club di partecipare per la prima volta ad una competizione europea, la Champions League 2005-06, chiusa però senza alcuna vittoria.
Negli anni successivi si è imposto come una della squadra più forti del panorama pallavolistico portoghese, con vittoria in campionato, che proseguono tutt'oggi, e nella coppa nazionale, anche se l'ultima risale al 2008.

## Palmarès
- Campionato portoghese: 5

2004-05, 2006-07, 2007-08, 2008-09, 2009-10
- Coppa di Portogallo: 5

2004-05, 2005-06, 2006-07, 2007-08, 2009-10